# Danh sách hồ ở Mông Cổ
Các hồ tại Mông Cổ được phân bố không đồng đều. Nhiều hồ trong số đó, bao gồm những hồ lớn nhất đều thuộc Vùng lõm Đại Hồ giữa Altai, Khangai và Tannu-Ola ở phía tây. Nhóm các hồ thứ hai nằm tại các thung lũng núi khắp đất nước. Hồ Khövsgöl ở một thung lũng phía nam của dãy núi Sayan thuộc Nga là hồ có dung tích lớn nhất Mông Cổ do có chiều sâu rất lớn. Các hồ còn lại nằm trên các khu vực thảo nguyên và tại sa mạc Gobi thường nhỏ và nông.
Tổng diện tích các mặt hồ tại Mông Cổ là 16.003 km². 83,7% tổng số các hồ là những hồ nhỏ với diện tích bề mặt nhỏ hơn 0,1 km² (5,6% tổng diện tích). Hiện có 3.060 hồ với diện tích bề mặt bằng hoặc trên 0,1 km².
| Hạng | Tên              | Tên Mông Cổ         | Tỉnh              | Độ cao, m | Diện tích, km² | Chiều dài lớn nhất, km | Chiều rộng bình quân, km | Chiều rộng lớn nhất, km | Độ sâu bình quân, m | Độ sâu lớn nhất, m | Dung tích, km³ |
| ---- | ---------------- | ------------------- | ----------------- | --------- | -------------- | ---------------------- | ------------------------ | ----------------------- | ------------------- | ------------------ | -------------- |
| 1    | Uvs              | Увс нуур            | Uvs               | 759       | 3.350          | 84                     | 40                       | 79                      | 11,9                | 20                 | 39,6           |
| 2    | Khövsgöl         | Хөвсгөл нуур        | Khövsgöl          | 1.645     | 2,760          | 136                    | 20,8                     | 36,5                    | 137,9               | 262                | 380,7          |
| 3    | Khar-Us          | Хар-Ус нуур         | Khovd             | 1.157     | 1.578          | 72.2                   | 26                       | 27                      | 2.2                 | 4.5                | 3.432          |
| 4    | Khyargas         | Хяргас нуур         | Uvs               | 1.028,5   | 1,407          | 75                     | 19                       | 31                      | 46,9                | 80                 | 66,034         |
| 5    | Buir             | Буйр нуур           | Dornod            | 581       | 615            | 40                     | 15                       | 21                      | 6,5                 | 10,2               | 3,784          |
| 6    | Khar (Khovd)     | Хар нуур            | Khovd             | 1.132     | 575            | 37                     | 16                       | 24                      | 4,2                 | 7                  | 2,422          |
| 7    | Dörgön           | Дөргөн нуур         | Khovd             | 1.132     | 305            | 24                     | 13                       | 17                      | 14,3                | 27                 | 4,367          |
| 8    | Achit            | Ачит нуур           | Uvs, Khovd        | 1.435     | 297            | 24                     | 12                       | 18                      | 2,2                 | 5                  | 0,665          |
| 9    | Böön Tsagaan     | Бөөн Цагаан нуур    | Bayankhongor      | 1.312     | 252            | 24                     | 11                       | 19                      | 9,3                 | 16                 | 2,355          |
| 10   | Üüreg            | Үүрэг нуур          | Uvs               | 1.425     | 239            | 20                     | 12                       | 18                      | 26,9                | 42                 | 6,419          |
| 11   | Telmen           | Тэлмэн нуур         | Zavkhan           | 1.789     | 194            | 28                     | 12                       | 16                      | 13,8                | 27                 | 2,671          |
| 12   | Ulaan (Ô Lan)    | Улаан нуур          | Ömnögovi          | 1.008     | 175            | -                      | -                        | -                       | -                   | -                  | -              |
| 13   | Sangiin Dalai    | Сангийн Далай нуур  | Khövsgöl, Zavkhan | 1.888     | 165            | 32                     | 5                        | 13                      | 12,1                | 30                 | 1,995          |
| 14   | Airag            | Айраг нуур          | Uvs               | 1.030     | 143            | 18                     | 9                        | 13                      | 5,7                 | 10                 | 0,820          |
| 15   | Orog             | Орог нуур           | Bayankhongor      | 1.217     | 140            | 31,8                   | 2                        | 7,7                     | 3,0                 | 5                  | 0,420          |
| 16   | Yakhi            | Яхь нуур            | Dornod            | 670       | 97             | 20,4                   | 4,2                      | 11,9                    | 2,3                 | 4                  | 0,223          |
| 17   | Khar (Zavkhan)   | Хар нуур            | Zavkhan           | 1.980     | 84,5           | 29,3                   | 3,5                      | 6,6                     | 19,6                | 47                 | 1,654          |
| 18   | Tolbo            | Толбо нуур          | Bayan-Ölgii       | 2.080     | 84             | 21                     | 4                        | 7                       | 6,8                 | 12                 | 0,571          |
| 19   | Khurgan          | Хурган нуур         | Bayan-Ölgii       | 2.072     | 71             | 23,3                   | 3                        | 6                       | 7,8                 | 28                 | 0,537          |
| 20   | Dayan            | Даян нуур           | Bayan-Ölgii       | 2.232     | 67             | 18                     | 4                        | 9                       | 2,3                 | 4                  | 0,157          |
| 21   | Dood Tsagaan     | Доод Цагаан нуур    | Khövsgöl          | 1.538     | 64             | 18                     | 4                        | 7                       | 6.0                 | 14                 | 0,384          |
| 22   | Bayan            | Баян нуур           | Zavkhan           | 1.491     | 64             | 14                     | 5                        | 8                       | 21,7                | 50                 | 1,390          |
| 23   | Khar-Us, Uvs     | Хар-Ус нуур         | Uvs               | 1.574     | 63             | 19                     | 5                        | 7,8                     | 5.2                 | 8,2                | 0,3265         |
| 24   | Oigon            | Ойгон нуур          | Zavkhan           | 1.664     | 61             | 18                     | 3                        | 8                       | 3,4                 | 8                  | 0,207          |
| 25   | Terkhiin Tsagaan | Тэрхийн Цагаан нуур | Arkhangai         | 2.060     | 61             | 16                     | 4                        | 6                       | 6.0                 | 20                 | 0,369          |
| 26   | Khoton           | Хотон нуур          | Bayan-Ölgii       | 2.084     | 50             | 22                     | 2,3                      | 4                       | 26,8                | 58                 | 1,341          |